# Bratz (serial de animație)
Bratz este un serial de animație pentru copii și adolescenți din Statele Unite ale Americii bazat pe păpușile Bratz, produs de Make Young Productions și MGA Entertainment. Aceasta îi are ca personaje importante pe: Cloe, Jade, Yasmin și Sasha.